# Anfisa Riezcowa
Anfisa Anatoljewna Riezcowa z domu Romanowa (ros. Анфиса Анатольевна Резцова, z d. Романова, ur. 16 grudnia 1964 w Jakimcu, obwód włodzimierski, zm. 19 października 2023 w Dołgoprudnym) – rosyjska biathlonistka oraz biegaczka narciarska reprezentująca też Związek Socjalistycznych Republik Radzieckich i Wspólnotę Niepodległych Państw. Dwukrotna medalistka olimpijska i pięciokrotna medalistka mistrzostw świata w biegach narciarskich, a także trzykrotna medalistka olimpijska i srebrna medalistka mistrzostw świata w biathlonie. Zdobyła także dwukrotnie Puchar Świata w biathlonie.

## Kariera
W Pucharze Świata w biegach narciarskich zadebiutowała w sezonie 1984/1985. W sezonie tym pierwszy raz stanęła na podium zajmując 3. miejsce w biegu na 10 km techniką klasyczną w Klingenthal 14 lutego 1985 r. Sezon ten zakończyła ostatecznie na bardzo dobrej szóstej pozycji w klasyfikacji generalnej. Najlepsze wyniki w Pucharze Świata osiągnęła w sezonie 1986/1987, kiedy to zajęła 2. miejsce w klasyfikacji generalnej. Łącznie 10 razy stawała na podium zawodów Pucharu Świata, ani razu nie zwyciężyła.
W 1985 r. zadebiutowała na mistrzostwach świata w narciarstwie klasycznym startując na mistrzostwach Seefeld. Wspólnie z Tamarą Tichonową, Raisą Smietaniną i Lilią Wasilczenko zdobyła złoty medal w sztafecie 4x5 km. W swoim najlepszym indywidualnym występie na tych mistrzostwach zajęła 5. miejsce w biegu na 20 km techniką klasyczną. Dwa lata później, podczas mistrzostw świata w Oberstdorfie osiągnęła największe sukcesy. Wspólnie z Antoniną Ordiną, Niną Gawriluk i Larisą Pticyną zdobyła kolejne złoto w sztafecie. Ponadto wywalczyła też srebrne medale w biegach an 5 km stylem klasycznym oraz na 20 km techniką dowolną.
Igrzyska olimpijskie w Calgary w 1988 r. były jej olimpijskim debiutem. Razem ze Swietłaną Nagiejkiną, Niną Gawriluk i Tamarą Tichonową zdobyła złoty medal w sztafecie. Ponadto Riezcowa wywalczyła srebrny medal w biegu na 20 km techniką dowolną, w którym uległa tylko swej rodaczce Tamarze Tichonowej. Był to jej ostatni start olimpijski w biegach, bowiem po tych igrzyskach postanowiła porzucić biegi na rzecz biathlonu.
Starty w Pucharze Świata w biathlonie rozpoczęła w 1990 r. Po początkowych niepowodzeniach przyszedł przełom w sezonie 1991/1992, kiedy zwyciężyła w klasyfikacji generalnej. Sukces ten powtórzyła także rok później. Na igrzyskach olimpijskich w Albertville zadebiutowała jako biathlonistka oraz reprezentantka Wspólnoty Niepodległych Państw. Riezcowa zdobyła tam złoty medal w sprincie. Ponadto wraz z Jeleną Biełową i Jeleną Mielnikową zdobyła brązowy medal w sztafecie 3x7,5 km. W 1992 r. wzięła także udział w mistrzostwach świata w biathlonie w Nowosybirsku, gdzie wraz z Jeleną Biełową, Inną Szeszkił i Swietłaną Pieczorską zdobyła srebrny medal w biegu drużynowym. Startowała także na igrzyskach olimpijskich w Lillehammer w 1994 r. już jako reprezentantka Rosji. Razem z Nadieżdą Tałanową, Natalją Snytiną i Łuizą Noskową zdobyła złoty medal w sztafecie. Był to dla niej trzeci złoty medal olimpijski, w tym drugi złoty medal olimpijski w biathlonie. W swoim najlepszym starcie indywidualnym na tych igrzyskach, w biegu indywidualnym na 15 km Riezcowa zajęła 26. miejsce. W 1995 r. wystartowała na mistrzostwach świata w biathlonie rozgrywanych w Anterselvie. Nie osiągnęła tam sukcesów zajmując 20. miejsce w sprincie oraz 6 w sztafecie.
W 1998 r. postanowiła wrócić do biegów narciarskich. Wystartowała na mistrzostwach świata w Ramsau zajmując w swoim najlepszym indywidualnym starcie 4. miejsce w biegu pościgowym. Ponadto zdobyła wraz z Olgą Daniłową, Larisą Łazutiną i Niną Gawriluk złoty medal w sztafecie. W sezonie 1998/1999 zajęła 9. miejsce w klasyfikacji generalnej, a rok później 32. miejsce.
Jest jedyną zawodniczką w historii igrzysk olimpijskich, która zdobywała złote medale olimpijskie zarówno w biegach narciarskich, jak i w biathlonie. Ponadto jest jednym z niewielu sportowców, którzy zdobywali złoto olimpijskie na trzech kolejnych igrzyskach, za każdym razem reprezentując inne państwo. W przypadku Riezcowej były to kolejno: igrzyska w Calgary, gdzie reprezentowała ZSRR, igrzyska w Albertville, gdzie reprezentowała Wspólnotę Niepodległych Państw oraz igrzyska w Lillehammer, gdzie startowała jako reprezentantka Rosji.
W wywiadzie dla rosyjskiego magazynu „Ski sport” Riezcowa przyznała się do stosowania dopingu w sezonie 1998/1999.
Mieszkała wraz z rodziną w Moskwie. Jej córki: Daria Virolainen i Kristina Riezcowa także zostały biathlonistkami.

## Osiągnięcia (biegi narciarskie)

### Igrzyska olimpijskie
| Miejsce | Dzień     | Rok  | Miejscowość | Konkurencja           | Czas biegu | Strata | Zwyciężczyni     |
| ------- | --------- | ---- | ----------- | --------------------- | ---------- | ------ | ---------------- |
| 1.      | 21 lutego | 1988 | Calgary     | Sztafeta 4 × 5 km     | 59:51,1    | -      | -                |
| 2.      | 25 lutego | 1988 | Calgary     | 20 km stylem dowolnym | 55:33,6    | +19,2  | Tamara Tichonowa |

### Mistrzostwa świata
| Miejsce | Dzień       | Rok  | Miejscowość      | Konkurencja             | Czas biegu | Strata  | Zwyciężczyni            |
| ------- | ----------- | ---- | ---------------- | ----------------------- | ---------- | ------- | ----------------------- |
| 12.     | 19 stycznia | 1985 | Seefeld in Tirol | 10 km stylem dowolnym   | 30:54,8    | ?       | Anette Bøe              |
| 1.      | 23 stycznia | 1985 | Seefeld in Tirol | Sztafeta 4 × 5 km       | 1:04:50,1  | -       | -                       |
| 5.      | 26 stycznia | 1985 | Seefeld in Tirol | 20 km stylem klasycznym | 59:19,1    | +1:03,0 | Grete Ingeborg Nykkelmo |
| 4.      | 13 lutego   | 1987 | Oberstdorf       | 10 km stylem klasycznym | 31:49,5    | +32,9   | Anne Jahren             |
| 2.      | 16 lutego   | 1987 | Oberstdorf       | 5 km stylem klasycznym  | 14:45,7    | +3,6    | Marjo Matikainen        |
| 1.      | 18 lutego   | 1987 | Oberstdorf       | Sztafeta 4 × 5 km       | 58:08,8    | -       | -                       |
| 2.      | 20 lutego   | 1987 | Oberstdorf       | 20 km stylem dowolnym   | 57:20,5    | +27,1   | Marie-Helene Westin     |
| 5.      | 19 lutego   | 1999 | Ramsau           | 15 km stylem dowolnym   | 38:49,0    | +1:34,6 | Stefania Belmondo       |
| 11.     | 22 lutego   | 1999 | Ramsau           | 5 km stylem klasycznym  | 12:49,8    | +51,5   | Bente Skari             |
| 4.      | 23 lutego   | 1999 | Ramsau           | 5+10 km pościgowy       | 42:27,9    | +39,4   | Stefania Belmondo       |
| 1.      | 25 lutego   | 1999 | Ramsau           | Sztafeta 4 × 5 km       | 53:05,9    | -       | -                       |

### Mistrzostwa świata juniorów
| Miejsce | Dzień    | Rok  | Miejscowość | Konkurencja             | Wynik   | Strata | Zwyciężczyni        |
| ------- | -------- | ---- | ----------- | ----------------------- | ------- | ------ | ------------------- |
| 3.      | ? marca  | 1982 | Murau       | 5 km stylem klasycznym  | 14:07,4 | +15,5  | Hanne Krogstad      |
| 4.      | ? marca  | 1982 | Murau       | Sztafeta 3 × 5 km       | 46:25,3 | +52,5  | Norwegia            |
| 3.      | 11 marca | 1983 | Kuopio      | 5 km stylem klasycznym  | 14:29,5 | +9,0   | Swietłana Sacharowa |
| 3.      | ? marca  | 1983 | Kuopio      | Sztafeta 3 × 5 km       | 44:49,0 | +25,7  | Finlandia           |
| 1.      | 3 lutego | 1984 | Trondheim   | 10 km stylem klasycznym | 32:48,5 | -      | -                   |
| 2.      | 5 lutego | 1984 | Trondheim   | Sztafeta 3 × 5 km       | 52:27,8 | +2,2   | Norwegia            |

### Puchar Świata

#### Miejsca w klasyfikacji generalnej
- sezon 1984/1985: 6.
- sezon 1986/1987: 2.
- sezon 1987/1988: 13.
- sezon 1998/1999: 9.
- sezon 1999/2000: 32.

#### Miejsca na podium
| Nr  | Dzień      | Rok  | Miejscowość   | Konkurencja             | Czas biegu | Strata | Miejsce | Zwycięzca           |
| --- | ---------- | ---- | ------------- | ----------------------- | ---------- | ------ | ------- | ------------------- |
| 1.  | 14 lutego  | 1985 | Klingenthal   | 10 km stylem klasycznym | ?          | ?      | 3       | Anette Bøe          |
| 2.  | 18 lutego  | 1985 | Nové Město    | 5 km stylem klasycznym  | ?          | ?      | 2       | Anette Bøe          |
| 3.  | 7 grudnia  | 1985 | Labrador City | 5 km stylem dowolnym    | ?          | ?      | 2       | Marjo Matikainen    |
| 4.  | 16 lutego  | 1987 | Oberstdorf    | 5 km stylem klasycznym  | 14:45,7    | +3,6   | 2       | Marjo Matikainen    |
| 5.  | 20 lutego  | 1987 | Oberstdorf    | 20 km stylem dowolnym   | 57:20,5    | +27,1  | 2       | Marie-Helene Westin |
| 6.  | 28 lutego  | 1987 | Lahti         | 5 km stylem dowolnym    | ?          | ?      | 2       | Marjo Matikainen    |
| 7.  | 15 marca   | 1987 | Kawgołowo     | 10 km stylem klasycznym | ?          | ?      | 2       | Marjo Matikainen    |
| 8.  | 16 grudnia | 1987 | Bohinj        | 10 km stylem dowolnym   | ?          | ?      | 2       | Tamara Tichonowa    |
| 9.  | 25 lutego  | 1988 | Calgary       | 20 km stylem dowolnym   | 55:33,6    | +39,2  | 2       | Tamara Tichonowa    |
| 10. | 14 lutego  | 1999 | Seefeld       | 5 km stylem dowolnym    | 14:05,8    | +13,5  | 2       | Nina Gawriluk       |

## Osiągnięcia (biathlon)

### Igrzyska olimpijskie
| Rok  | Miejscowość | Konkurencje | Konkurencje | Konkurencje | Konkurencje | Konkurencje | Konkurencje | Konkurencje |
| Rok  | Miejscowość | IN          | SP          | PU          | MS          | RL          | MR          | SR          |
| ---- | ----------- | ----------- | ----------- | ----------- | ----------- | ----------- | ----------- | ----------- |
| 1992 | Albertville | 26.         | 1.          | nd.         | nd.         | 3.          | nd.         | –           |
| 1994 | Lillehammer | 26.         | 32.         | nd.         | nd.         | 1.          | nd.         | –           |

### Mistrzostwa świata
| Rok  | Miejscowość | Konkurencje | Konkurencje | Konkurencje | Konkurencje | Konkurencje | Konkurencje | Konkurencje |
| Rok  | Miejscowość | IN          | SP          | PU          | MS          | RL          | MR          | SR          |
| ---- | ----------- | ----------- | ----------- | ----------- | ----------- | ----------- | ----------- | ----------- |
| 1993 | Borowec     | 11.         | 11.         | nd.         | nd.         | –           | nd.         | –           |
| 1995 | Anterselva  | –           | 20.         | nd.         | nd.         | 6.          | nd.         | –           |

### Puchar Świata

#### Miejsca w klasyfikacji generalnej
| Sezon     | Miejsce |
| --------- | ------- |
| 1990/1991 | 48.     |
| 1991/1992 | 1.      |
| 1992/1993 | 1.      |
| 1993/1994 | 54.     |
| 1994/1995 | 31.     |

#### Miejsca na podium chronologicznie
| Lp. | Dzień       | Rok  | Miejscowość | Konkurencja                | Lokata | Pudła   | Czas biegu | Strata  | Zwycięzca              |
| --- | ----------- | ---- | ----------- | -------------------------- | ------ | ------- | ---------- | ------- | ---------------------- |
| 1.  | 18 stycznia | 1992 | Ruhpolding  | Sprint na 7,5 km           | 1.     | 0+2     | 25:10,4    | –       | –                      |
| 2.  | 25 stycznia | 1992 | Anterselva  | Sprint na 7,5 km           | 3.     | 2+1     | 24:21,7    | +10,2   | Swietłana Pieczorska   |
| 3.  | 11 lutego   | 1992 | Albertville | Sprint na 7,5 km           | 1.     | 0+3     | 24:29,2    | –       | –                      |
| 4.  | 6 marca     | 1992 | Oslo        | Bieg indywidualny na 15 km | 1.     | 3+1+1+2 | 1:06:56,4  | –       | –                      |
| 5.  | 10 marca    | 1992 | Fagernes    | Sprint na 7,5 km           | 3.     | 1+4     | 26:02,0    | +27,0   | Hildegunn Mikkelsplass |
| 6.  | 12 marca    | 1992 | Fagernes    | Sprint na 7,5 km           | 1.     | 1+3     | 27:20,0    | –       | –                      |
| 7.  | 19 marca    | 1992 | Nowosybirsk | Bieg indywidualny na 15 km | 2.     | 1+3+0+2 | 54:05,7    | +59,6   | Elin Kristiansen       |
| 8.  | 21 marca    | 1992 | Nowosybirsk | Sprint na 7,5 km           | 1.     | 1+2     | 23:41,2    | –       | –                      |
| 9.  | 15 stycznia | 1993 | Val Ridanna | Bieg indywidualny na 15 km | 1.     | 2+1+0+1 | 49:53,2    | –       | –                      |
| 10. | 16 stycznia | 1993 | Val Ridanna | Sprint na 7,5 km           | 1.     | 2+2     | 23:53,7    | –       | –                      |
| 11. | 23 stycznia | 1993 | Anterselva  | Sprint na 7,5 km           | 3.     | 0+4     | 23:30,0    | +48,6   | Antje Harvey           |
| 12. | 4 marca     | 1993 | Lillehammer | Bieg indywidualny na 15 km | 1.     | 0+2+1+3 | 50:49,7    | –       | –                      |
| 13. | 6 marca     | 1993 | Lillehammer | Sprint na 7,5 km           | 1.     | 1+3     | 25:29,5    | –       | –                      |
| 14. | 13 marca    | 1993 | Östersund   | Sprint na 7,5 km           | 1.     | 1+2     | 23:41,8    | –       | –                      |
| 15. | 18 marca    | 1993 | Kontiolahti | Bieg indywidualny na 15 km | 2.     | 0+3+0+1 | 50:46,8    | +1:06,2 | Antje Harvey           |
| 16. | 20 marca    | 1993 | Kontiolahti | Sprint na 7,5 km           | 1.     | 0+3     | 23:19,5    | –       | –                      |